# Ligatur (Paläographie)
Eine Ligatur (auch Buchstabenverbund, mittellateinisch ligatura „Verbindung“, nach lat. ligarī „(ver)bunden werden“) bedeutet in der Schriftgestaltung das Verbinden von Buchstabenelementen und Buchstaben. Das kann die Bildung von weiteren Formen mit neuem Charakter zur Folge haben. Entsprechend den jeweiligen herstellungstechnischen Voraussetzungen unterliegt die Gestaltung von Ligaturen in der geschriebenen Schrift anderen Bedingungen als solche in typografischen Schriften.
Bei der geschriebenen alphabetischen Schrift unterscheidet die Paläografie  zwischen Innen- und Außenligatur.
Beide sind ein Ergebnis der Ökonomisierung des Schreibvorganges, der durch Verkürzung des Weges, der mit dem Schreibgerät auf dem Trägermedium (Papier, Pergament, Tafel u. dgl.) zurückgelegt wird, gekennzeichnet ist. Beschleunigtes, flüssiges Schreiben ist vorwiegend durch einen länger währenden Kontakt des Schreibgerätes mit dem Schriftträger charakterisiert. Deshalb werden auch jene Bewegungen, die sich sonst teilweise in der Luft vollziehen, als grafische Spur sichtbar.
Weil dieser Vorgang meist im Kontext einer allgemeinen Veränderung der Elemente geschieht, entstehen neue Gestalten, die gegenüber der ursprünglichen Form eine neue Qualität im Sinne von „morphologischen Mutationen“ darstellen.

## Innenligatur

Beispiel für Mutation durch Innenligatur

Vergleich zwischen gebauter Leseschrift und verbundener Schreibschrift mit Innen- und Außenligaturen. Italien 1490

Mit Innenligatur werden solche Abschnitte innerhalb des Buchstaben bezeichnet, bei denen die einzelnen Elemente nicht aneinandergesetzt, sondern flüssig in einem Zug (einzügig) durch eine rasche Bewegungsausführung verbunden werden und durch Überdeckung (Deckstrich) zu einem Ganzen verschmelzen.

## Außenligatur
Eine Außenligatur entsteht demgegenüber als sichtbare Verbindung zwischen den Buchstaben. Sie ist Ausdruck eines ungebremsten buchstabenübergreifenden Bewegungsantriebs. Außenligaturen können die Entstehung optisch größerer Einheiten wie Silben oder Wörter unterstützen. Sie helfen zudem, diese durch Regulierung der Buchstabenabstände besser zu strukturieren.

## Ligaturen in der lateinischen Schrift
Ligaturen sind in der lateinischen Schrift eine formbestimmende Komponente von Alltags- bzw. Gebrauchsschriften (Schreibschriften, Kursive, Kurrente), damit sich Schreibgeschwindigkeit und -geläufigkeit entfalten bzw. entwickeln können. Die Bildung von Innen- und Außenligaturen haben in der Renaissance zur humanistischen Kursive geführt, die den Ursprung der lateinischen Schreibschriften verkörpert. Diese ist als dynamisch akzentuiertes Pendant zur statischen Buchschrift (humanistische Minuskel) entstanden. Im Vergleich zu dieser Leseschrift, die gebaut bzw. durch das Zusammensetzen von einzelnen Formelementen charakterisiert ist, unterscheidet sich die humanistische Kursive als Schreibschrift durch die mehr oder weniger zusammenhängende Bewegungsausführung, die durch Ligaturen (Innen- und Außenligaturen) ermöglicht wird. Diese neue Schreibschrift (vorwiegend von Niccolò Niccoli zum Anfang des 15. Jahrhunderts in Florenz entwickelt) ist nicht auf eine nachträgliche Kursivierung der humanistischen Minuskel zurückzuführen. Sie ist vielmehr als selbständige Schriftform entstanden, die keine Vorbilder hatte.
Ligaturen sind nicht nur eine Voraussetzung für die Bildung von Gebrauchsschriften. Sie sind zugleich eine unerlässliche Bedingung für die Entwicklung der individuellen Prägung in der Handschrift. Dabei sind Ligaturen in ihrer Gestaltung gerade durch die persönlichen Formungseigenheiten des Schreibers störanfällig und können durch Deformation der bedeutungsunterscheidenden Merkmale der Zeichen die Lesbarkeit der geschriebenen Schrift herabsetzen, wenn nicht gar verhindern. Das ist vor allem dann der Fall, wenn der Prozess des Entzifferns nicht durch die Sinnerwartung unterstützt werden kann. Ein Ausweg wird deshalb darin gesehen, auf Ligaturen zu verzichten und bei der Schreibung von Eigennamen in Formularen auf eine buchstabenisolierende Darstellung wie das Schreiben in sogenannter Druckschrift oder auf das Benutzen von Blockschrift (Großbuchstaben, die keine Ligaturen haben) zu orientieren.